# Valor neto actualizado de la deuda
El valor neto actualizado (VNA) de la deuda es la suma de todas la obligaciones futuras por concepto de servicio de la deuda actual (interés y principal) descontadas a la tasa de interés de mercado. Cuando la tasa de interés de un préstamo sea más baja que la tasa de mercado, el valor neto actualizado será inferior al valor nominal, y esta diferencia corresponde al componente de la donación.
- Datos: Q6159349